# Liste der Staatsoberhäupter 488
Übersicht
◄◄ | ◄ | 484 | 485 | 486 | 487 | Liste der Staatsoberhäupter 488 | 489 | 490 | 491 | 492 | ► | ►►

Weitere Ereignisse

## Afrika
- Aksumitisches Reich
  - König: Nezool (ca. 450–ca. 500)

- Reich der Vandalen
  - König: Gunthamund (484–496)

## Amerika
- Maya
  - Palenque
    - König: Butz'aj Sak Chiik (487–501)

  - Tikal
    - König: Chak Tok Ich’aak II. (486–508)

## Asien
- China
  - Kaiser: Qi Wu Di (483–493)
  - Nördliche Wei-Dynastie: Wei Xiaowendi (471–499)

- Iberien (Kartlien)
  - König: Wachtang I. Gorgassali (452–502)

- Indien
  - Gupta-Reich
    - König: Budhagupta (476–495)

  - Kadamba
    - König: Mrigesa Varman (475–488)
    - König: Mandhatri Varman (488–500)

  - Pallava
    - König: Nandi Varman I. (480–500)

  - Vakataka
    - König: Harishena (480–510)

- Japan
  - Kaiser: Ninken (488–498)

- Korea
  - Baekje
    - König: Dongseong (479–501)

  - Gaya
    - König: Jilji (451–492)

  - Goguryeo
    - König: Jangsu (413–490)

  - Silla
    - König: Soji (479–500)

- Sassanidenreich
  - Schah (Großkönig): Balasch (484–488)
  - Schah (Großkönig): Kavadh I. (488–496)

## Europa
- Britannien
  - Kent
    - König: Hengest (455–488)
    - König: Oeric (488–512)

  - Sussex
    - König: Ælle (477–um 500)

- Reich der Burgunden
  - König: Chilperich II. in Valence (480–493)
  - König: Godegisel in Genf (480–501)
  - König: Gundobad in Lyon (480–516)

- Ostgotenreich
  - König: Theoderich der Große (474–526)

- Reich des Odoaker
  - König: Odoaker (476–493)
    - Konsul: Claudius Iulius Ecclesius Dynamius und Rufius Achilius Sividius (488)

- Oströmisches Reich
  - Kaiser: Zenon (474–491)

- Rheinfranken
  - König: Sigibert von Köln (483–509)

- Salfranken
  - König: Chlodwig I. (482–511)

- Westgotenreich
  - König: Alarich II. (484–507)

## Religiöse Führer
- Papst: Felix II. (483–492)
- Patriarch von Konstantinopel: Akakios von Konstantinopel (471–489)